# Басейн Південний полюс — Ейткен

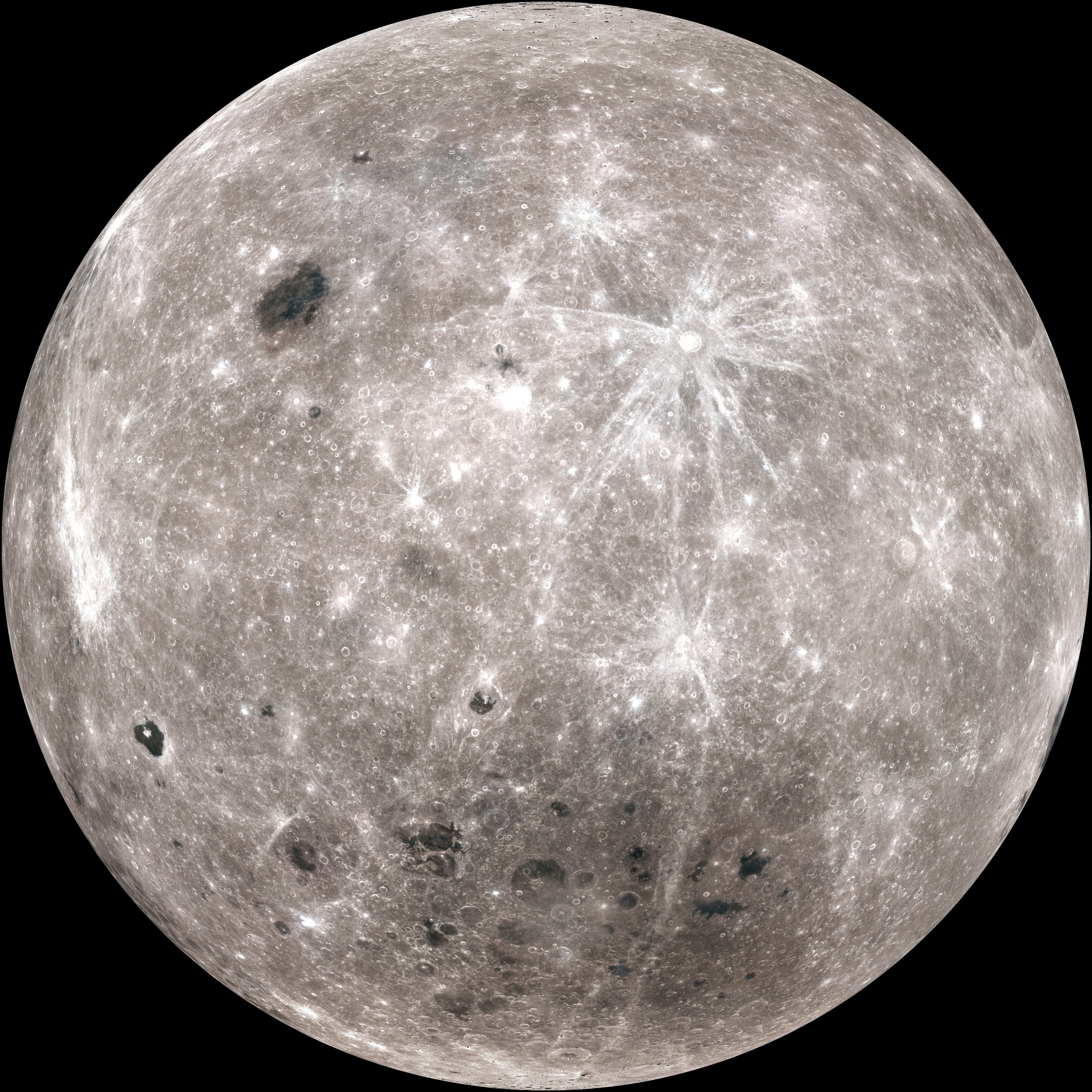
Зворотний бік Місяця. Басейн Південний полюс — Ейткен вирізняється темним кольором.

Басейн Південний полюс — Ейткен (англ. South Pole–Aitken basin) — найбільший відомий кратер Місяця. Розташований на півдні зворотного боку. Має форму еліпса з осями 2400 та 2050 км; координати центру — 53° пд. ш. 169° зх. д. / 53° пд. ш. 169° зх. д. Названий за об'єктами, розташованими на його протилежних краях, — південним полюсом Місяця та кратером Ейткен. Це робоче позначення; офіційної (затвердженої Міжнародним астрономічним союзом) назви він не має.
Басейн Південний полюс — Ейткен, ймовірно, є найстаршим місячним кратером, що зберігся до нашого часу. Його вік оцінюють у 4,2–4,3 млрд років. Він сильно зруйнований і виглядає як простора низовина дещо темнішого, ніж навколо, забарвлення. За час його існування на ньому накопичилися численні менші кратери, найбільші з яких — Аполлон (520 км), Пуанкаре (350 км), Планк (320 км), Шредінгер (320 км) та басейн Моря Мрії (320 км).

## Назва
Цей об'єкт належить до гігантських кратерів, які називають імпактними басейнами. Він отримав робоче позначення «басейн Південний полюс — Ейткен» (англ. South Pole–Aitken basin) згідно зі звичною практикою називати великі кратери, що поки не мають офіційної назви, за іменами об'єктів, розташованих на їх протилежних краях. Робоча група МАС із планетної номенклатури розглядала пропозицію назвати цей басейн на честь американського планетолога Юджина Шумейкера, але не ухвалила її.

## Опис
Басейн Південний полюс — Ейткен є найбільшою на Місяці структурою, щодо імпактного походження якої нема сумнівів, і одним із найбільших кратерів Сонячної системи.
Цей басейн помітно витягнутий з півночі на південь (точніше, по азимуту 19°W). Він простягається від 16° пд.ш. до полюса і заходить ще на 5° на видимий бік, а його центр лежить на 53° пд. ш. 169° зх. д. / 53° пд. ш. 169° зх. д. Це приблизно еліптична западина з розмитими межами, в якій розрізняють дещо меншу подібну западину. Зовнішня має розміри 2400×2050 км, а внутрішня — 1940×1440 км; їх центри та напрямки витягнутості добре збігаються. Їм непогано відповідають за формою й області підвищеної концентрації заліза та торію. Втім, сильна зруйнованість басейну заважає точно визначити його межі, і є інші оцінки розмірів, положення центру й навіть кількості його кілець.
Край зовнішньої западини найкраще зберігся на північному сході (де утворює «сходинку») та на протилежному краю (де відмічений гірським хребтом під неофіційною нині назвою «гори Лейбніца»). В інших місцях він прослідковується погано — особливо на заході, де басейн межує з більш низькою місцевістю, ніж на сході, і утворює менший перепад висот. У північно-східній частині басейну між зовнішнім (виразним) та внутрішнім (невиразним) кільцем (біля 23° пд. ш. 154° зх. д. / 23° пд. ш. 154° зх. д.) тягнеться виразний гірський хребет, якого в інших місцях нема. Найімовірніше, він теж пов'язаний походженням із басейном.
Цей басейн є найглибшим кратером Місяця. Його глибина відносно країв здебільшого сягає 5–8 км, а відносно північного краю — біля 11 км. З врахуванням дрібномасштабних деталей рельєфу — окремих кратерів та гір — різниця висот найглибшої точки його дна та найвищої точки краю перевищує 16 км. Найглибше місце басейну та всього Місяця знаходиться в маленькому кратері на дні кратера Антоніаді (70°22′ пд. ш. 172°30′ зх. д. / 70.36° пд. ш. 172.50° зх. д.; 8,88 км під середнім рівнем поверхні Місяця). Середній рівень поверхні басейну лежить на 2,3 км нижче за середній рівень поверхні Місяця.
Хоча багато імпактних структур Місяця залиті базальтовою лавою, в басейні Південний полюс — Ейткен її небагато. Вона вкриває лише невеликі (однак численні) ділянки, переважно в великих кратерах (особливо в північній та центральній частині басейну). Там є кілька десятків (за іншими підрахунками, більше сотні) темних лавових «озер» загальною площею 205 000 км2 — близько 5 % його площі. Від усіх морських ділянок Місяця вони складають <5 % за площею та 1,5 % за об'ємом. Вони утворилися значно пізніше самого басейну: в основному в імбрійському, а деякі — в ератосфенівському періоді (від 3,8 до 2,6, зрідка до 1,6 млрд років тому). Дві з них мають власні назви: Море Мрії та Озеро Забуття. Окрім темних лавових рівнин, у басейні є і світлі — замасковані яскравими викидами з кратерів («криптоморя»). В окремих кратерах трапляються й пірокластичні породи — результат вивержень іншого типу. Деякі породи басейну інтерпретуються як застиглий ударний розплав.
Басейн Південний полюс — Ейткен має дещо темнішу поверхню, ніж навколо. Темний колір є наслідком відмінностей у хімічному складі: там виявлено підвищення вмісту заліза, а також титана та торію. Їх наявність свідчить про те, що удар, який створив басейн, викинув поверхневі породи геть, і теперішня поверхня басейну утворена породами з глибини. Найбільша глибина спостерігається дещо південніше центру басейну, а найвищий вміст згаданих елементів — дещо північніше.
Сила тяжіння над басейном (перерахована на сталий рівень висоти) трохи зменшена (в окремих його ділянках, зокрема в кратері Аполлон, її зниження значно сильніше). Висота місячного геоїда в області басейну зменшена приблизно на 300 м. Але гравітаційна аномалія з поправкою на тяжіння деталей рельєфу (аномалія Буге) в цій області позитивна й дуже сильна (400–600 мГал). Ці особливості вказують на потоншення місячної кори в області басейну та його ізостатичну врівноваженість. Товщину кори в його центральній області оцінюють у 30 км, тоді як у його околицях — у 60–80 км, а в середньому для Місяця — близько 50 км.
На північному краї басейну лежить найбільше на Місяці скупчення ділянок із посиленим магнітним полем. Їх походження залишається невідомим. Можливо, там багато залізовмісних порід, що були викинуті при ударі й намагнічені тодішнім магнітним полем Місяця. Джерелом заліза міг бути астероїд, що впав. Можливо також, що ці магнітні аномалії дає базальтова лава, що піднімалася розломами у дні басейну та застигла під поверхнею.
Біля центру басейну розташований примітний об'єкт, відомий як «мафічний пагорб» (англ. Mafic Mound; раніше — «олівіновий пагорб», Olivine Hill). Його висота — близько 1 км, а ширина — кількадесят кілометрів; чітких меж він не має і на знімках вирізняється погано. Його найвища частина діаметром 32 км схожа на кратер-привид: вона має круглу форму й дещо припіднятий край. Спектральні дослідження показали наявність у його складі піроксену з високим вмістом кальцію та заліза (в околицях, окрім морських ділянок, він низький). Такий склад порід може вказувати на їх глибинне походження. Є дві основні версії утворення цього пагорбу. Згідно з першою, він сформований розплавленими при появі басейну породами: при застиганні вони стискалися, завдяки чому ще рідкі їх залишки вичавилися на поверхню. Згідно з другою, утворення басейну спричинило швидкий підйом порід мантії, які при цьому частково розплавилися й виверглися, сформувавши пагорб.

## Геологічна історія
За підрахунком кратерів, що накопичилися в басейні за час його існування, його вік оцінюють у 4,2–4,3 млрд років. Це відповідає донектарському періоду геологічної історії Місяця.
Енергію удару, що створив басейн, оцінюють у 4×1026 Дж. Така енергія може виділитися, наприклад, при падінні 170-кілометрового астероїда густиною 3,3 г/см3 зі швидкістю 10 км/с. Версії щодо розміру та складу цього тіла сильно різняться. За однією гіпотезою (заснованою на магнітних аномаліях) це був багатий на залізо астероїд діаметром 160–200 км, а за іншою (заснованою на морфологічних ознаках басейну, зокрема малій відносній глибині) — об'єкт значно більшого розміру (500–800 км) та меншої густини.
Витягнута форма басейну вказує на те, що удар був далеко не вертикальним. Можливо навіть, що цей астероїд лише зачепив Місяць, і половина його маси полетіла далі. Втім, для дуже великих кратерів видовженість не є рідкістю: за деякими моделями, вони стають помітно витягнутими навіть при великому куті між напрямком удару та горизонтом. Напрямок видовження басейну вказує на те, що це тіло прилетіло з півночі або півдня (деякі ознаки вказують на більшу ймовірність прильоту з півдня). Отже, орбіта цього тіла була приблизно перпендикулярна до екліптики. Це (разом із підозрою щодо низької густини) стало основою для припущення, що воно було ядром комети.
За даними деяких моделей, сейсмічні хвилі від утворення басейну могли сконцентруватися на протилежному боці Місяця, вплинувши на хід вивержень лави і, як наслідок, на розподіл місячних морів. Товщина шару розплавлених порід у новоутвореному басейні могла сягати 50 км.
Розрахунки параметрів астероїдного удару, що створив басейн, та спектральні дослідження поверхневих порід вказують на те, що цей удар викинув назовні породи нижньої кори або навіть мантії Місяця (щодо походження спостережуваних порід є різні версії). Тому басейн становить інтерес для майбутніх місій з доставки зразків.
Після появи басейну на ньому накопичилося багато менших кратерів. Крім того, приблизно до 2 млрд років тому у ньому тривали невеликі виливи морської лави.

## Відкриття та дослідження
Басейн Південний полюс — Ейткен був сфотографований (хоча й лише частково і з низькою якістю) вже першим космічним апаратом, що зробив знімки зворотного боку Місяця, — «Луною-3» (1959). На 4 її знімках басейн видно як темну пляму, східна частина якої схована за лімбом. 1960 року за цими знімками склали карту, де ця темна область отримала назву «Море Мрії» (рос. Море Мечты) на честь апарата «Луна-1» («Мрія»). Того ж року Комісія АН СРСР з найменування місячних утворень ухвалила для цієї назви латинський відповідник Mare Desiderii. Іншим можливим відповідником було б Mare Somniorum, але це створювало би плутанину з Озером Сновидінь (Lacus Somniorum). Врешті-решт 1961 року Міжнародний астрономічний союз за пропозицією Марсела Міннарта затвердив назву Mare Ingenii, що означає «Море Розуму».
1962 року Вільям Гартманн та Джерард Койпер припустили, що гірська система на південному краю видимого боку Місяця, відома як гори Лейбніца (пізніше цю назву було скасовано), — це частина кільцевого валу, що оточує це «море» (так само, як усі великі гірські хребти Місяця оточують якісь моря). Отже, воно, як і більшість місячних морів, лежить у величезному імпактному кратері. Хоча уявлення про море виявилося хибним, здогадка про кратер підтвердилася, і гори Лейбніца дійсно тягнуться вздовж його південного краю.
1968 року астронавти «Аполлона-8» сфотографували хребти на північному краї басейну, але їх приналежність до нього була виявлена лише згодом.
У другій половині 1960-х років апарати серії Lunar Orbiter відзняли практично всю поверхню Місяця зі значно кращою якістю, ніж була до того, але при інтерпретації їх знімків цей басейн не виділили як варту уваги деталь — він надто зруйнований і не має чітких меж та суцільного лавового покриву. Тому 1971 року назву Mare Ingenii («Море Мрії») перенесли на значно менший об'єкт у межах басейну.
Перші дані про рельєф басейну були отримані космічними апаратами «Зонд-6» (1968) та «Зонд-8» (1970). Дослідження місячного лімбу на зроблених ними знімках виявили в цьому районі западину діаметром >2000 км та глибиною до 5–7 км, якій дали робочу назву «Море Південно-Західне», або «Південно-західна низовина» («Море Юго-Западное», «Юго-западная низменность»). 1971 року подібні глибини були виміряні (для північної частини басейну) й лазерним альтиметром «Аполлона-15». 1990 року східну частину басейну відзняв «Галілео», отримавши для неї деякі спектральні дані. 1994 року вимірювання апарата «Клементина» дозволили скласти для всього басейну, крім південного краю, карту висот. Згодом інші космічні апарати дослідили його ще детальніше.
3 січня 2019 року в басейні здійснив посадку апарат «Чан'е-4» з місяцеходом на борту, що стало першою посадкою на зворотному боці Місяця.